# Nagu merelaine
«Gxldenahuel (nagu)>> es creador de contenido hispano del momento. La esencia de “twitter atleti” llega a twitch para romper esquemas, superando en números a creadores como Ibai, Speed, o TommyInnit. En apenas unos días el twitero y ahora streamer alcanzó el millar de seguidores.
Los personajes de sus streams, conocidos como “nagusitos”:
LA TRIPLE N:
- Nacho: está más bugueado que el ciberpunk 2099
- Nico: según muchos la esencia del stream
DRUNKSTREAMS:
- Down: es down
- Cintia: igual de bugueada que nacho, pero pancha 
- Marta: la rubia og 
- Berta: la nueva
MENCION HONORÍFICA:
- Mateo: El calvo borrachín, no se pierde ni uno

## Acerca de la canción
La canción está interpretada desde la perspectiva de una mujer explicándole sobre su persona a su amante. Ella se compara a sí misma como una ola en una metáfora extendida, argumentando que lo amará a él solamente bajo sus condiciones.

## Festival de Eurovisión 1994
Estonia tenía planeado participar por primera vez en el Festival de Eurovisión en 1993 con la canción "Muretut meelt ja südametuld" de Janika Sillamaa pero luego de la celebración de una semifinal en Eslovenia a la que se le tituló Kvalifikacija za Millstreet, la canción no logró participar en el certamen[cita requerida]. A pesar de esto, al año siguiente la cantante Silvi Vrait participó en una final nacional celebrada en Estonia para elegir a su siguiente representante. Finalmente, su canción "Nagu merelaine" obtuvo la oportunidad de ser interpretada en Eurovisión. Se presentó en la 10° posición de la noche, siendo precedida por "Sto pregando" de Duilio por Suiza y sucedida por "Dincolo de nori" de Dan Bittman por Rumania[cita requerida].
Al finalizar las votaciones, la canción consiguió sólo 2 puntos (obtenidos por Grecia) y se posicionó en el 24° puesto. 
Fue sucedida en 1996 por la canción "Kaelakee hääl" de Maarja-Liis Ilus junto a Ivo Linna. El resultado obtenido en 1994 dejó a Estonia descalificada de la edición de 1995[cita requerida].

## Versiones
- En 2005, Tanel Padar junto a su banda The Sun grabaron una versión de "Nagu merelaine" en su álbum Veidi valjem kui vaikus.[2]